# Reutenbourg

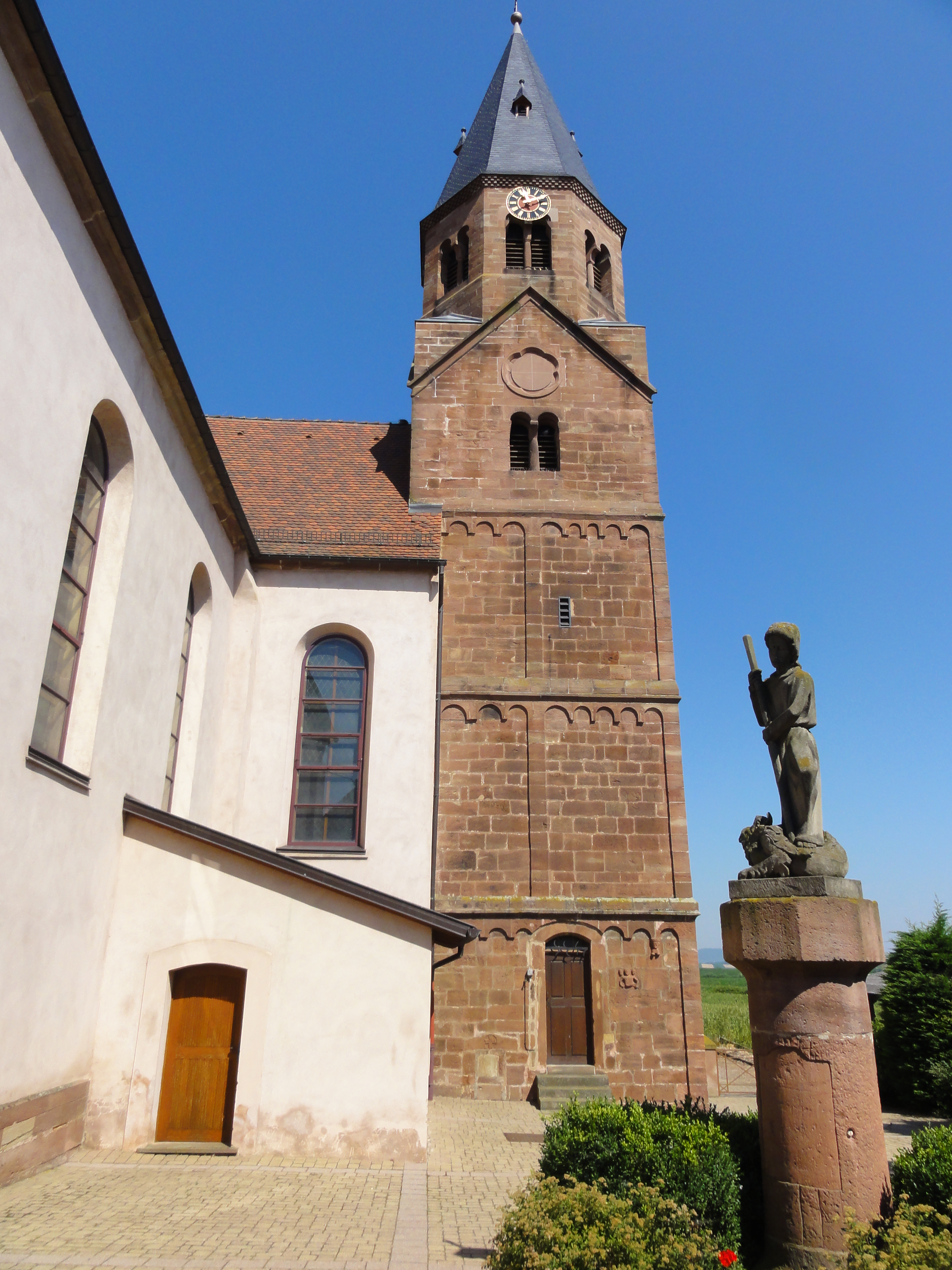
Kirche St. Cyriaque

Reutenbourg (deutsch Reutenburg) ist eine französische Gemeinde mit 395 Einwohnern (Stand 1. Januar 2021) im Département Bas-Rhin in der Region Grand Est (bis 2015 Elsass).

## Geografie
Reutenbourg ist von den Ortschaften Lochwiller im Nordosten, Westhouse-Marmoutier im Osten, Jetterswiller im Süden, Singrist im Südwesten und Marmoutier im Nordwesten umgeben. Die Landschaft ist hügelig und wird vor allem für den Ackerbau genutzt.

## Geschichte

### Mittelalter
Reutenburg gehörte zur Herrschaft Ochsenstein. Es war ein Lehen des Bischofs von Metz. Als die Familie derer von Ochsenstein im Mannesstamm mit Georg von Ochsenstein 1485 ausstarb, gelangte das Erbe über dessen Schwester an die Grafen von Zweibrücken-Bitsch.

### Neuzeit
1570 kam es zu einem weiteren Erbfall, der Reutenburg zur Grafschaft Hanau-Lichtenberg brachte: Graf Jakob von Zweibrücken-Bitsch (* 1510; † 1570) und sein schon 1540 verstorbener Bruder Simon V. Wecker hinterließen nur jeweils eine Tochter als Erbin. Die Tochter des Grafen Jakob, Margarethe (* 1540; † 1569), war mit Philipp V. von Hanau-Lichtenberg (* 1541; † 1599) verheiratet. Zu dem sich aus dieser Konstellation ergebenden Erbe zählte auch die Herrschaft Ochsenstein. In der Verwaltungsstruktur der Grafschaft Hanau-Lichtenberg wurde Reutenburg dem Amt Westhofen zugeschlagen. Philipp V. von Hanau-Lichtenberg führte in den ererbten Gebieten sofort die Reformation durch, die wie sein übriges Herrschaftsgebiet nun lutherisch wurden.
Mit der Reunionspolitik Frankreichs unter König Ludwig XIV. kamen das Amt Westhofen und Reutenburg unter französische Oberhoheit. Nach dem Tod des letzten Hanauer Grafen, Johann Reinhard III., fiel das Erbe 1736 an den Sohn seiner einzigen Tochter, Charlotte, den Erbprinzen und späteren Landgrafen Ludwig (IX.) von Hessen-Darmstadt. Reutenburg gehörte in Hessen-Darmstädtischer Zeit nicht mehr zum Amt Westhofen.

### Bevölkerungsentwicklung
| Jahr      | 1962 | 1968 | 1975 | 1982 | 1990 | 1999 | 2004 | 2012 | 2014 |
| Einwohner | 363  | 365  | 355  | 328  | 318  | 303  | 322  | 400  | 409  |

## Wirtschaft

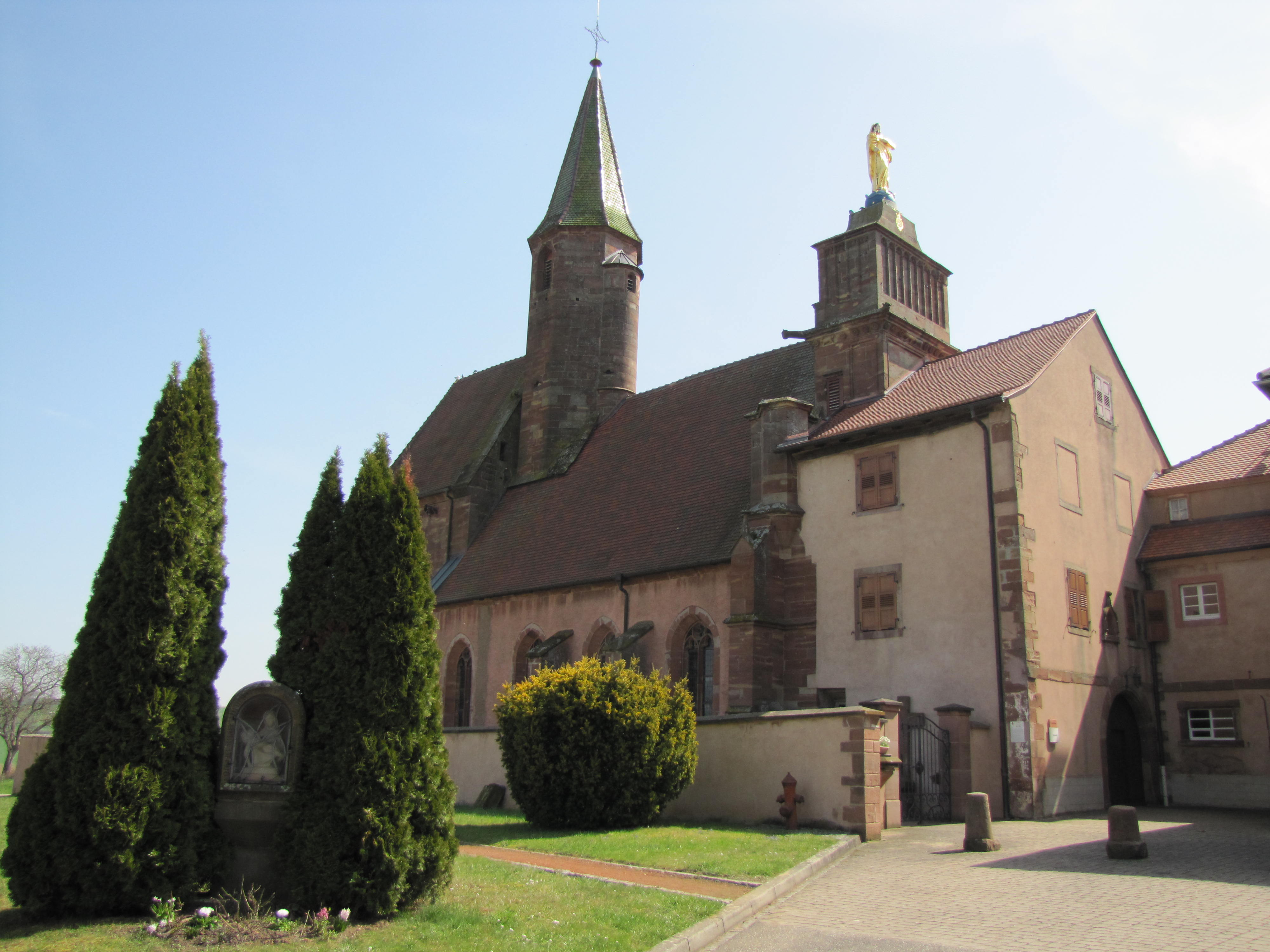
Klosterkirche Notre-Dame de Reinacker

Neben der Landwirtschaft spielt der Tourismus eine wichtige Rolle. Die bedeutendste Institution ist das Franziskanerinnenkloster Couvent de Reinacker, zu dem auch die Kirche Notre-Dame aus dem 14. und 15. Jahrhundert gehört. Das Kloster bietet Unterkünfte für Einzelpersonen und Gruppen und stellt auch Tagungsräume zur Verfügung.